# VAR в шахматах

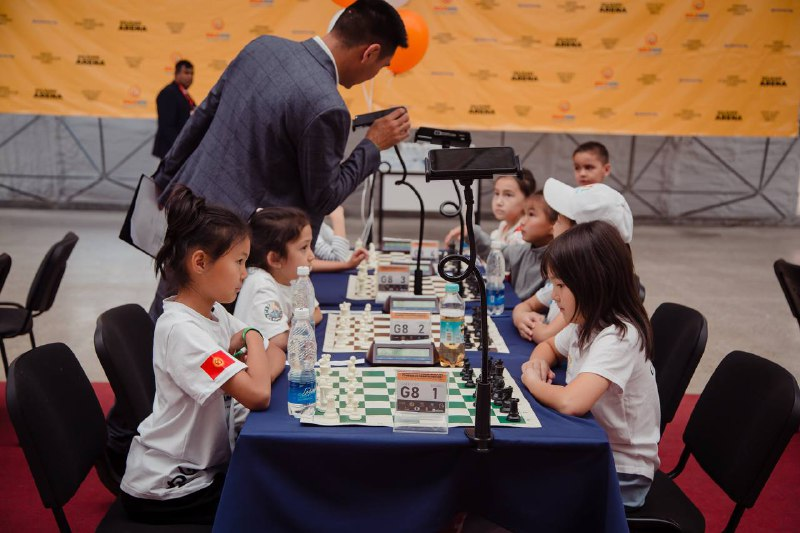
Применение VAR на Чемпионате Западной Азии 2023 в Кыргызстане среди детей от 6 до 18 лет

Система видеопомощи арбитрам (англ. Video assistant referee) в шахматах, сокращённо VAR — технология, помогающая судьям шахматных соревнований принимать верные решения в спорных ситуациях. Система видеопомощи судьям была официально анонсирована Международной шахматной федерацией 3 июля 2023 года, и впервые применялась на Чемпионате Западной Азии по шахматам среди детей, юношей и девушек в категориях 6-18 лет, прошедшем с 30 июня по 10 июля 2023 года.
Просмотр спорных эпизодов осуществляется на базе технологии idChess, созданной международной IT-компанией Friflex в 2019 году.

## Принципы работы системы
В соответствии с пресс-релизом ФИДЕ, использование VAR на шахматных соревнованиях можно разделить на три этапа:

### Возникновение спорной ситуации
При возникновении спорного эпизода игрок имеет право обратиться к арбитру согласно пункту 7.4.2 Правил Шахмат FIDE от 1 января 2023 года:
При необходимости игрок или его соперник должны остановить часы и обратиться за помощью к арбитру
Если судья упустил момент нарушения из виду, то при принятии решения он может руководствоваться только презумпцией невиновности в случае, если на турнире не осуществляется трансляции с использованием технологии VAR.

### Обзор и рекомендации VAR
Приложение idChess оцифровывает партию и ведёт видеозапись доски.
Благодаря искусственному интеллекту VAR показывает, какие ходы были совершены, что позволяет арбитру оперативно находить спорные моменты.
Таким образом, арбитр может пересмотреть спорный эпизод, используя VAR: при необходимости поставить видео на паузу, осуществить перемотку с помощью навигации по меткам ходов или по временной шкале. Трансляция партии приостанавливается до выяснения обстоятельств.

### Принятие решения
Рассмотрев эпизод с использованием технологии VAR, арбитр выносит окончательный вердикт, опираясь на регламент соревнования. Трансляция партии возобновляется.

## Использование

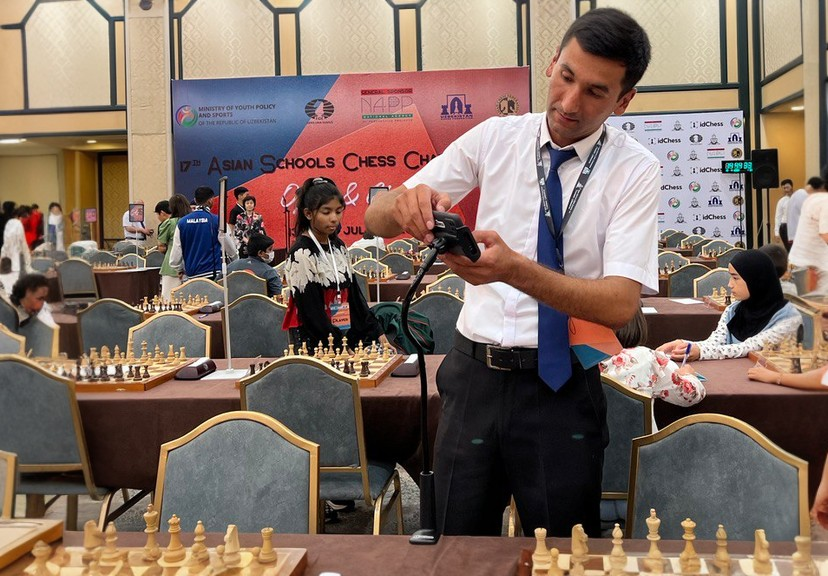
Применение VAR на шахматном Чемпионате Азии среди школьников в Узбекистане

В начале июля 2023 года FIDE одобрила использование системы видеопомощи на международных турнирах. Впервые эта технология была применена на Чемпионате Западной Азии 2023 года, прошедшем в Кыргызстане, где она получила положительные отзывы от международных арбитров и представителей федераций.
Мухаммад Исаков, арбитр ФИДЕ, Кыргызстан:

Внедрение помощника арбитра на шахматных соревнованиях помогает судьям более быстро принимать решения, основываясь на фактах. Все — и игроки, и судьи, ожидают, чтобы спорт был честным, и система VAR этому только способствует. Уже на первом соревновании было достаточно много случаев, когда арбитры обращались к записи, сделанной с помощью VAR idChess, чтобы посмотреть видео и принять решение.

Следующим крупным турниром с использованием системы VAR стал Чемпионат Азии по шахматам среди школьников 2023 года. Система использовалась в категориях до 7 лет, до 9 лет и до 11 лет.
По заявлению национального арбитра ФИДЕ Наджмиддина Умарова:
С помощью VAR мы рассмотрели 25 случаев нарушений
только в одном туре в категориях мальчики до 7 и 9 лет.Наджмиддин Умаров

## Реакция СМИ и общественности
Новость о введении системы VAR в шахматах вызвала резонанс в СМИ многих государств. Статьи о событии появились в новостных изданиях Азербайджана, Армении, Болгарии, Испании, Казахстана, Кыргызстана, Норвегии, Польши, России, Соединённых Штатов Америки, Таджикистана, Узбекистана, Украины и других стран.
Инициатива получила весьма неоднозначные оценки от шахматных гроссмейстеров. Так, Ян Непомнящий и Сергей Карякин высказали нейтральное отношение к новости, однако подчеркнули, что в определённых ситуациях система может быть полезна. Сергей Шипов согласился, что система поспособствует решению спорных моментов, подчёркивая особенную полезность VAR для шахмат:
В шахматах возникает много спорных ситуаций,
так как человеческим коварству и хитрости нет предела.С. Ю. Шипов
В негативном ключе высказался Анатолий Карпов, заявив, что технология «только затруднит жизнь шахматистам».
Арбитры, использовавшие систему видеопомощи в турнирах, остались довольны нововведениями, в основном высказывая положительные, а иногда восторженные, комментарии:
Жохангир Камалов, главный судья Чемпионата Азии среди школьников 2023, международный арбитр:

Система, которую предоставила нам команда idChess, была установлена у нас на турнире в категориях до 7 лет, до 9 лет и до 11 лет. Она показала себя с лучшей стороны.
Система idChess оказала неоценимую помощь в решении спорных вопросов, система спасала арбитров во многих ситуациях. Я думаю, в дальнейшем мы будем её использовать, так как она действительно очень полезна.

Джамшед Ватанов, национальный арбитр ФИДЕ, Таджикистан:

VAR idChess облегчает работу шахматных арбитров: запись партий дисциплинирует детей во время игры, дети не нарушают правила, видя, что стоит камера и идёт запись. А также трансляции партий помогают тренерам отследить игру своих учеников в реальном времени, что очень удобно.

Фатих Абдухаликов, национальный арбитр ФИДЕ, Узбекистан:

Это очень удобно, особенно на детских турнирах: минимизируется человеческий фактор, сразу можно определить, если кто-то хитрит. Легче разрешить спор, дети реже обращаются к арбитрам по мелочам, соответственно, не мешают соперникам размышлять. В целом, дети по-другому ведут себя, если идёт трансляция партий и работает VAR: они играют серьёзнее и честнее, развивается чистая игра в шахматы